# Týnec (Chotěšov)
Týnec je malá vesnice, část obce Chotěšov v okrese Plzeň-jih v Plzeňském kraji. Nachází se asi dva kilometry severně od Chotěšova. V roce 2011 zde trvale žilo 41 obyvatel.
Týnec leží v katastrálním území Týnec u Chotěšova o rozloze 2,74 km².

## Historie
První písemná zmínka o vesnici pochází z roku 1272.

## Obyvatelstvo
| Rok            | 1869 | 1880 | 1890 | 1900 | 1910 | 1921 | 1930 | 1950 | 1961 | 1970 | 1980 | 1991 | 2001 | 2011 | 2021 |
| -------------- | ---- | ---- | ---- | ---- | ---- | ---- | ---- | ---- | ---- | ---- | ---- | ---- | ---- | ---- | ---- |
| Počet obyvatel | 154  | 169  | 202  | 236  | 332  | 448  | 308  | 243  | 142  | 94   | 63   | 34   | 26   | 41   | 51   |
| Počet domů     | 25   | 26   | 29   | 37   | 50   | 55   | 54   | 56   | 56   | 32   | 27   | 28   | 27   | 26   | 27   |

## Obecní správa
Při sčítání lidu v letech 1850–1959 Týnec byl samostatnou obcí, se kterým patřil nejprve do okresu Stříbro, ale v roce 1950 v okrese Stod. Od roku 1960 je částí obce Chotěšov v okrese Plzeň-jih.

## Pamětihodnosti
- Boží muka